# Etyn
Etyn, acetylen, C
2H
2 – organiczny związek chemiczny, najprostszy węglowodór nienasycony z szeregu homologicznego alkinów.

## Historia
Etyn odkryty został przez angielskiego chemika Edmunda Davy’ego (1785–1857) w roku 1836. Davy odkrycia dokonał przypadkowo, mieszając węglik potasu (K
2C
2) z wodą. Zauważył, że powstały gaz pali się jasnym płomieniem i stwierdził, że może on być wykorzystywany jako źródło światła. Z uwagi jednak na wysoką cenę węgliku potasu było to nieopłacalne do momentu, gdy niemiecki chemik Friedrich Wöhler odkrył węglik wapnia, co spowodowało wzrost popytu na etyn do lamp i innych zastosowań.

## Właściwości
- kąty pomiędzy wiązaniami: 180°
- gęstość względem powietrza: 0,906
- szerokie granice wybuchowości w powietrzu: 2,4–83% obj.
- czysty acetylen nie ma zapachu, jednak zwykle zawiera zanieczyszczenia związkami siarki i fosforu (głównie PH
3 i H
2S[9]), które nadają mu nieprzyjemny zapach[10]
- bardzo słabo rozpuszczalny w wodzie i innych rozpuszczalnikach polarnych – jednak bardzo dobrze w acetonie
- po osiągnięciu pewnego ciśnienia ulega wybuchowemu rozkładowi według reakcji:

C
2H
2 → 2C + H
2
- wobec węgla aktywnego (jako katalizatora) ulega reakcji polimeryzacji najpierw do winyloacetylenu a później benzenu
- na powietrzu (zawierającym 21% tlenu) spala się niecałkowicie, z powodu bardzo dużej procentowej zawartości węgla w cząsteczce (92,3%):

2C
2H
2 + O
2 → 4C + 2H
2O
Ze względu na to w spawalnictwie (w palnikach acetylenowo-tlenowych) stosuje się czysty tlen, aby reakcja spalania była całkowita.
- ulega reakcji addycji (przyłączenia)
- ulega reakcjom spalania

## Otrzymywanie
- hydroliza węgliku wapnia:

CaC
2 + 2H
2O → C
2H
2 + Ca(OH)
2
Niewielkie ilości tego gazu powstają również w łuku elektrycznym wytworzonym w atmosferze wodoru pomiędzy elektrodami grafitowymi:
2C + H
2 → C
2H
2
- piroliza metanu CH
4 (w temperaturze 2000 °C)

2CH
4 → C
2H
2 + 3H
2
- eliminacja fluorowca

C
2H
2Cl
2 + Zn → C
2H
2 + ZnCl
2

## Zastosowanie
- w palnikach acetylenowo-tlenowych do spawania i cięcia metali (acetylen w dużej ilości tlenu spala się w temperaturze 3100 °C)
- w lampie acetylenowej do oświetlania
- w przemyśle chemicznym, między innymi, do produkcji tworzyw sztucznych
- acetylen o wysokiej czystości stosowany może być do narkozy, jako tzw. narcylen[9][11]

## Przechowywanie
Acetylen przechowuje się w butlach stalowych, pod ciśnieniem 1,2 MPa, w postaci roztworu w acetonie. Butle są wypełnione porowatą masą, która absorbuje aceton i acetylen.

## Toksykologia
Acetylen zaliczany jest do gazów „duszących fizycznie”. Wykazuje działanie narkotyczne. Nie jest bezpośrednio toksyczny dla błon śluzowych układu oddechowego, jednakże poprzez zmniejszenie ilości tlenu w powietrzu powoduje hipoksję, której objawami mogą być zaburzenia ruchowe, przyśpieszenie akcji serca, przyśpieszenie oddechu i trudności w koncentracji. W przypadku stężeń powyżej 50% mogą pojawiać się nudności, wymioty, skrajne wyczerpanie, zaburzenia świadomości oraz zapaść prowadząca do zgonu w wyniku asfiksji. Najczęściej jednak acetylen powoduje wybuch, zanim osiągnie stężenie działające dusząco.